# Wyatt Langford
Wyatt Michael Langford (Gainesville (Florida), 15 november 2001) is een Amerikaanse honkbalspeler voor de Texas Rangers. Hij speelt als buitenvelder. Langford werd bij de Major League Baseball Draft 2023 in de eerste ronde, met de vierde keuze geselecteerd door de Texas Rangers.

## Amateur carrière
Langford ging naar Trenton High School in Trenton, Florida. Daar speelde hij honkbal, football en basketbal. In 2019 won hij de Perfect Game National Home Run Derby. Na zijn laatste jaar aan Trenton High School committeerde hij zich aan de Universiteit van Florida om daar honkbal te gaan spelen voor de Florida Gators.
Als eerstejaarsstudent in 2021 speelde Langford in vier wedstrijden, met één honkslag in vier slagbeurten. In 2022 startte hij in alle 66 wedstrijden voor de Florida Gators, waarin hij 26 homeruns sloeg. Hiermee evenaarde hij het record van Matt LaPorta voor meeste homeruns in één seizoen voor een Florida Gators speler. Hij sloot het seizoen af met een slaggemiddelde van .356 en 63 RBI's. Na het seizoen speelde hij voor het nationale collegiale honkbalteam van de Verenigde Staten, waarmee hij onder andere mee deed aan de Haarlemse Honkbalweek.

## Professionele carrière

### Draft & Minor League
Langford werd bij de Major League Baseball-draft 2023 in de eerste ronde, met de vierde keuze geselecteerd door de Texas Rangers. Op 18 juli tekende hij zijn contract bij de Rangers, met een tekenbonus van $8.000.000.
Op 28 juli 2023 maakte Langford zijn professionele debuut bij de ACL Rangers. Hij sloeg in vijf slagbeurten twee honkslagen, met één RBI. Op 2 augustus werd hij, na drie wedstrijden bij de Rangers, gepromoveerd naar de Hickory Crawdads, die uitkomen op High Class-A niveau. Op zondag 3 september werd hij gepromoveerd naar de Frisco RoughRiders, die uitkomen op Double-A niveau. Op dinsdag 19 september werd hij gepromoveerd naar Round Rock Express, die uitkomen op Triple-A niveau.

### Texas Rangers (2024-heden)
Op 22 maart 2024 werd bekend gemaakt dat Langford het seizoen bij de Texas Rangers zal starten in de Major League Baseball. Op donderdag 28 maart maakte hij zijn debuut in de MLB voor de Texas Rangers.